# Skyddsbrevet för Fogdö kloster 1252

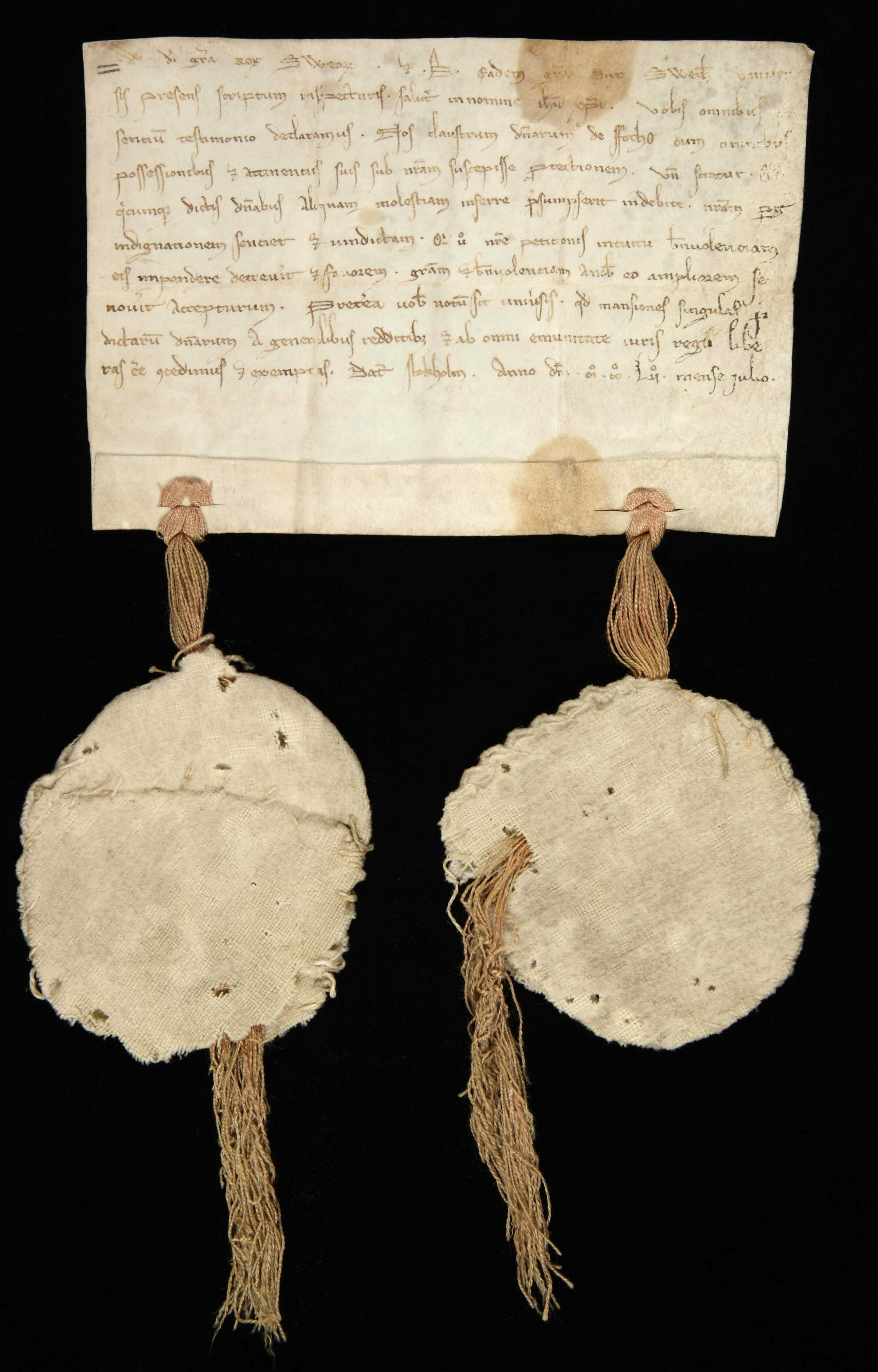
Skyddsbrev utfärdat till nunnorna i Vårfruberga av Kung Valdemar och Birger Jarl.

Skyddsbrevet för Fogdö kloster 1252 är skrivet på pergament och utfärdat för Fogdö kloster, sedermera Vårfruberga i Södermanland. Det är undertecknat av kung Valdemar och hans far Birger jarl i "Stokholm" i juli månad 1252.
Skyddsbrevet kungjorde att kung Valdemar och hans far tillika förmyndare Birger jarl tog klostret i beskydd, samt att nunnorna slapp erlägga allmänna och kungliga avgifter för sina egendomar. Mitt på sista raden står det "dat(um) Stockholm".
Skyddsbrevet är känt som det äldsta bevarade skriftliga omnämnandet av staden Stockholm. Brevets datum brukar därför utgöra en referens för tidpunkten av Stockholms grundande, även om staden innan dess anses ha existerat som ett bysamhälle.
Originalet förvaras i Stora pergamentsbrevsamlingen på Riksarkivet.